# Dolní Polubný (nádraží)
Dolní Polubný je dopravna D3, která se nachází v Desné v městské části Polubný v Jizerských horách. Leží nedaleko Dolnopolubenského tunelu a Riedlovy hrobky. Dopravna je zařazena do integrovaného dopravního systému IDOL. Stanice má význam pro osobní a nákladní dopravu. Leží v nadmořské výšce 538 m n. m.

## Historie
Stanice byla otevřena 30. června 1902. Měla původně (1902) dvě koleje, s unikátními ozubnicovými výhybkami, vyjmutými v roce 1992.

## Popis
Dopravna leží mezi zastávkami Desná-Riedlova vila a Desná-Pustinská na trati 036. Z dopravny vychází vlečka, která vede do sklárny. Dopravna je osvětlena moderními nízkými perónovými lampami. Má jedno jednostranné nástupiště. Je zde k nalezení kolej, která nemá výhybku a je zarostlá. Na hlavní koleji byla snesena ozubnicová výhybka. Leží v nadmořské výšce 538,7 m n. m.

## Doprava
Je zde jak nákladní tak i osobní doprava. Staví zde všechny osobní vlaky linky L1 Liberec – Tanvald – Harrachov - Szklarska Poręba Górna. V roce 2019 zde stavěly rychlíky linky R 21 Praha-Turnov-Tanvald-Harrachov. Také zvláštní ozubnicový vlak Rakušanka (zubačka) zde staví (na trase Tanvald-Desná-Kořenov-Harrachov). Zastávka je na znamení.

## Cestující

### Odbavení cestujících
Dopravna nezajišťuje odbavení, odbavení cestujících se provádí ve vlaku.

### Přístup
Přístup do budovy stanice (včetně přístřešku před povětrnostními vlivy) není bezbariérový. Bezbariérový přístup není na žádné nástupiště (dle ČSN 73 4959).

## Problémy
Na slavnosti zubačky, když se musí křížovat moderní a historický vlak, není dostatek kolejí, takže historický vlak musí sunout na vlečku do sklárny. Na rok 2025 se však plánuje oprava stanice a obnovení druhé koleje pro možnost křižování vlaků.[zdroj?]